# Molkenmarkt
De Molkenmarkt is het oudste plein van de Duitse hoofdstad Berlijn. Dagelijks komen er meer dan 300.000 mensen. Het plein ligt in het stadsdeel Mitte ten oosten van het Nikolaiviertel en vrij dicht bij de Spree. Sinds de jaren 1960 is het een verkeersknooppunt. Het uitzicht wordt gedomineerd door het Altes Stadthaus met zijn hoge toren en koepel. 

## Naam
De markt onderging doorheen de geschiedenis enkele naamswijzigingen. Eerste heette de markt Olde Markt tot 1685, daarna Mulkenmarkt (1685-1728), Königsplatz (1728-1737), Königsmarkt (1737-1750). Sinds 1750 is de naam Molkenmarkt in voege. 

## Geschiedenis

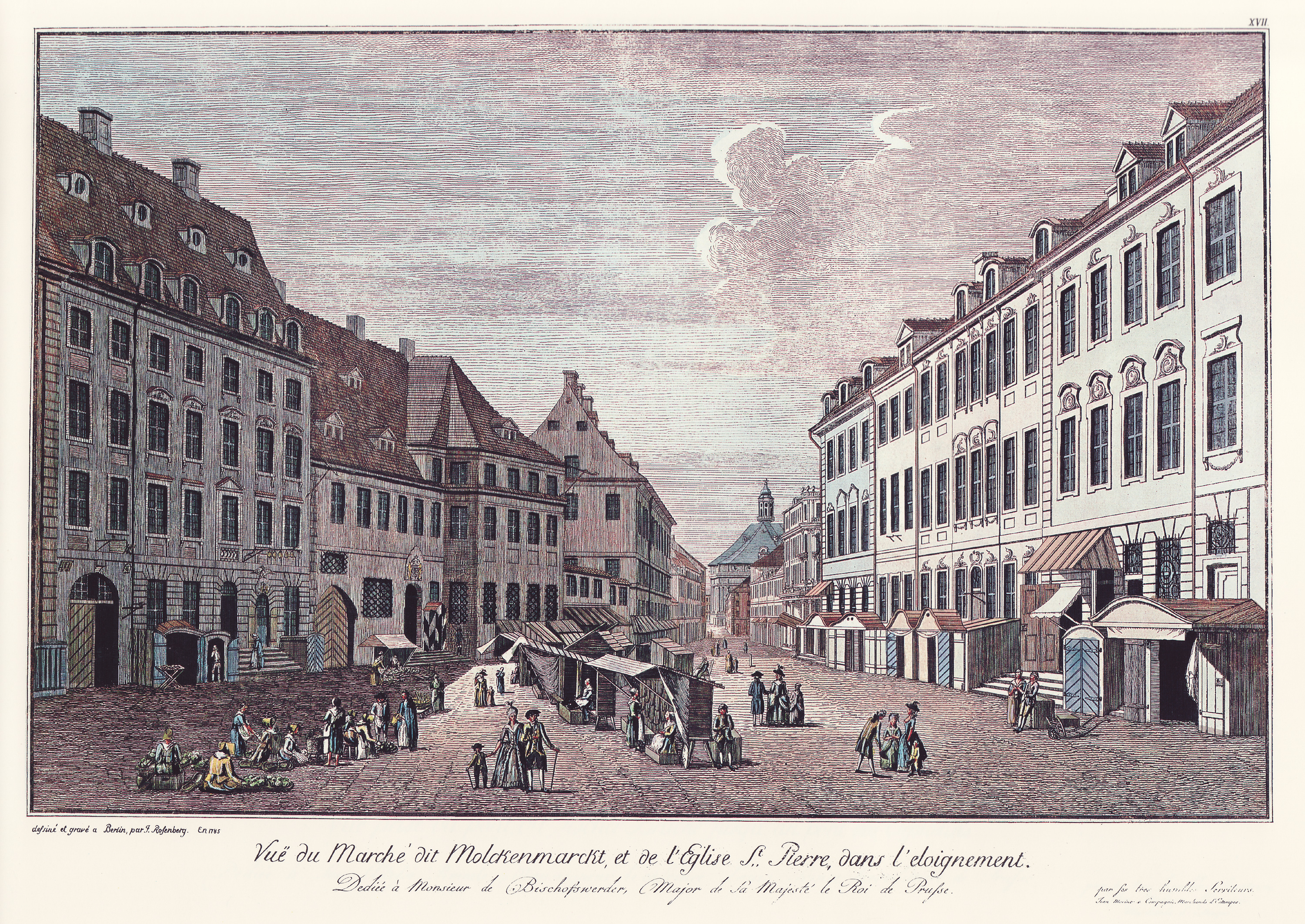
Molkenmarkt omstreeks 1785

Nog voor de eerste vermeldingen van Berlin (1244) en Cölln (1237) werd er op deze plaats handel gedreven. Aan het einde van de dertiende eeuw werd de Neue Markt de belangrijkste handelsplaats. Keurvorst Frederik III gebruikte de markt voornamelijk voor militaire parades. In de 18de eeuw werden rond het plein verschillende aristocratische paleizen gebouwd, waarvan Palais Schwerin het enige bewaard gebleven gebouw is. In 1936 werden een de gebouwen afgebroken omdat de straat verbreed moest worden. Zo werd het Palais Schwerin enkele meters verplaatst. 
Na de Tweede Wereldoorlog, toen de stad zwaar gebombardeerd werd besliste het stadsbestuur van Oost-Berlijn niet om de oude markt te herstellen, maar om deze aan te passen aan het steeds drukker wordende autoverkeer. Na de bouw van de Mühlendammbrücke werd de Grunerstraße een drukke weg met acht rijstroken over de Molkenmarkt, wat een snelle verbinding moest vormen tussen de Alexanderplatz en de Potsdamer Platz. Dit betekende dat ongeveer 80% van het gebied een puur verkeersgebied geworden was. In 1985 werd het Ephraim-Palais herbouwd. 
Op 19 april 2016 keurde de senaat van Berlijn het plan goed voor de herinrichting van de Molkenmarkt. Onder andere de rijstroken zullen versmald worden. 